# Філіп I Тарентський
Філіп I (фр. Philippe I d'Anjou; 10 листопада 1278 — 26 грудня 1332) — князь Ахейського князівства в 1307—1313 роках (як Філіп II), князь Албанії.

## Життєпис
Походив з Анжу-Сицилійської династії. Четвертий син Карла II Анжуйського, першого короля Сицилійського королівства з Анжуйської династії та Марії Арпад. Народився 1278 року в Неаполі. 1285 року його батько стає королем Сицилії.
4 лютого 1294 року отримав від батька титул князя Таранто, а 12 липня того ж року призначається вікарієм-генералом Сицилійського королівства. 13 серпня Філіп в Л'Аквілі одружився з донькою епірського деспота Никифора I Комніна Дуки, отримавши як посаг фортеці Воніца, Врахова, Гірокастра і Навпакт. Також було домовлено про надання дружині Філіпа Тарентського права спадкоємиці Епіру .
Після весілля Карл II передав Філіпу сюзеренітет над Ахейським і Албанським князівствами, а також права на Латинську імперію. Після смерті Никифора I в 1297 році Філіп взяв титул деспота Романії, висунувши права на Епір, Етолію, Акарнанію, проте регентша Епіру Анна Кантакузіна проголосила деспотом сина Фому.
Втім кампанія проти Епіру була відкладена, оскільки поновилася боротьба з Арагонською династією за Сицилію. 1299 року Філіп разом з братом Робером захопили частину Сицилії разом з містом Катанія. Але того ж року у битві блія Фальконари вони зазнали поразки від сицилійського короля Фредеріка II. Після цього король Сицилії зайняв більшу частину Калабрії. Війна тривала до 1302 року, коли Карл II зрікся Сицилії. Водночас 1301 року був визнаний сюзереном Ахейських князів Філіпа і Ізабелли.
У 1304 році почав війну за Епір, захопивши Бутринт і Навпакт, але 1305 року втратив більшість захопленого. Водночас самостійність став виявляти Філіп П'ємонтський, князь Ахейї. Тому 1306 року Філіп Тарентський позбавив його влади, а 1307 року — Ізабеллу, перебравши управління Ахейським князівством на себе. Того ж року відвоював Бутрінт і Навпакт в Епірського деспотату, але повністю підкорити цю державу не зміг.
У 1309 році звинуватив дружину Тамару в подружній зраді і розлучився з нею. 29 липня 1313 року домігся шлюбу з латинською імператрицею Катериною де Куртене. За цим передав Ахейское князівство Матильді, доньці Ізабелли.
1315 року очолив неаполітанське військо, яке за наказом короля Роберта I рушило на допомогу Флорентійській республіці, якій загрожував Угуччоне делла Фаджуола, правитель Пізи. 29 серпня зазнав поразки в битві при Монтекатіні, де загинули брат Філіпа — П'єтро, і старший син — Карл.
1316 року помер Людовик Бургундський, чоловік Матильди, княгині Ахейської. Філіп Тарентський став вимагати укладання шлюбу Матильди з братом Жаном де Гравіна. Коли вона відмовилася, то за наказом Філіпа була викрадена і привезена до Неаполю, де її змусили 1318 року дати згоду на шлюб, після чого Федеріко Трогізіо був відправлений в Ахею як новий бальї. Разом з тим 1316 року почалися перемовини з Фомою Комнін Дукою щодо прав на Епірський деспотат. Але того було вбито 1318 року.
1318 року Філіп уклав союз зі своїм небожем Карлом Робером, королем Угорщини, щодо спільних дії проти Сербії, король якої Стефан Урош II зайняв Дуррес. Водночас посилилось втручання Візантії в регіоні. Трохи пізніше він заручився підтримкою Мартіно Дзаккарії, сеньйора Хіоса.
1320 року Ед IV, герцог Бургундії, після кількох протестів погодився продати свої права на королівство Фессалоніки і Ахейське князівство графу Людовику де Клермону за 40 тис. турських ліврів. 1321 року Філіп Тарентський викупив претензії на Ахею за ті ж самі гроші. Водночас Матильда в Авіньйоні оголосила, що вже була одружена, коли її змусили укласти шлюб з Жаном де Гравіною. В результаті цей шлюб анульовано, а Філіп Тарентський передав Ахейське князівство братові Жану.
У 1332 році Філіп I Тарентський помер. Усі його титули перейшли до старшого сина від другого шлюбу Роберта.

## Родина
1. Дружина — Тамара, донька Никифора I Комніна Дуки, деспота Епіру
Діти:
- Карл (1296—1315), вікарій Романії
- Філіп (1297—1330), деспот Романії
- Джованна (1297—1317), дружина Ошина, короля Кілікії
- Маргарита (1298—1340), дружина Готьє VI де Брієнна, титулярного герцога Афінського
- Бланка (1309—1337), дружина Рамона Беренгер Арагонського, графа Прадес

2. Дружина — Катерина, донька Карл Валуа, графа Анжу, Мен, Алансон
Діти:
- Роберт (1319—1364), князь Тарентський
- Людовик (1320—1362), король Неаполю
- Маргарита (ок.1325-1380), дружина: 1) Едуардом Баліола, короля Шотландії; 2) Франсуа I де Бо, герцога Андрії
- Марія (1327-д/н)
- Філіп (1329—1374), князь Тарентський